# Савельево (Дмитровский городской округ)
Савельево — деревня в Дмитровском районе Московской области, в составе сельского поселения Синьковское. Население — 145 чел. (2010). До 2006 года Савельево входило в состав Синьковского сельского округа.

## Расположение
Деревня расположена в западной части района, примерно в 13 км к западу от Дмитрова, на правом берегу безымянного левого притока реки Яхрома, высота центра над уровнем моря 176 м. Ближайшие населённые пункты — примыкающее на востоке Новосиньково и Арбузово на противоположном берегу ручья.

## Население
| 2002 | 2006 | 2010 |
| ---- | ---- | ---- |
| 33   | ↗41  | ↗145 |